# Кисловське
Ки́словське (рос. Кисловское) — село у складі Каменського міського округу Свердловської області.
Населення — 920 осіб (2010, 880 у 2002).
Національний склад станом на 2002 рік: росіяни — 91 %.